# Sant'Eufemia d'Aspromonte
Sant'Eufemia d'Aspromonte er en by i Calabrien, Italien med 3.722 (2023) indbyggere.